# Ян Голубицький-Корсак
Ян Голубицький-Корсак (бл. 1560 — 1625) — державний діяч, урядник Речі Посполитої.

## Життєпис
Походив з білоруського шляхетського роду Корсаків гербу Корсак з Вітебського воєводства. Син Григорія Голубицького-Корсака. Народився близько 1560 року. У 1598 році стає хорунжим полоцьким. У 1611 році — городничим Полоцька. У 1598—1600 роках урядував у могильовському старості від імені Льва Сапіги. У 1600—1629 роках брав участь у польсько-шведських війнах в Ліфляндії.
1620 року призначається каштеляном дерптським, а 1621 року — полоцьким. 1622 року записав маєток для підтримки православної церкви у Голубичах. 1625 року отримує посаду Смоленського воєводи. Втім фактично не встиг нічого зробити, оскільки невдовзі помер.